# Cigarrfisk
Cigarrfisk (Cubiceps gracilis) är en fiskart som först beskrevs av Lowe, 1843.  Cigarrfisk ingår i släktet Cubiceps och familjen Nomeidae. Inga underarter finns listade i Catalogue of Life.